# Lynk & Co 05
Le Lynk & Co 05 est un SUV coupé compact produit par le constructeur automobile chinois Lynk & Co à partir de 2020 en Chine.

## Présentation
Le 05 est dévoilé en novembre 2019 par le constructeur en publiant sur la toile de photographies de son SUV coupé.
Il est la version coupé du 01 dont il reprend la face avant ainsi que son intérieur, et il est 80 mm plus long.

## Caractéristiques techniques
Le Lynk & Co 05 repose sur la plateforme modulaire CMA (Compact Modular Architecture) du constructeur suédois Volvo, servant au XC40.